# スーヨ
スーヨ（Suyo）は、フィリピン北部ルソン島のイロコス行政区域（Region 1）イロコス・スル州にある町で、８つのバランガイからなる。

## 概要
北部ルソン島、イロコス行政区域にあるイロコス・スル州の領域内にあり、海岸沿いのタグディン町から内陸部に入った川と緑に囲まれた町である。ルソン島南部から北部に通ずるメイン通りに沿っておらず、タグディン町から内陸部へ入るため、交通量は少ないが、スーヨ町からセルバンテス町、ベサン峠を通ってマウンテンプロビンス州に抜ける近道として特に多くのバイカーによって利用されている。主な部族はバゴ族(Bago Tribe)であり、イロカノ語を主な言語とする。農業主体の町で、主な農産物としては米、とうもろこし、ランブータン等である。近年高地で新しい作物の植付けの試みが行われている。

## 気候
スーヨ町は海岸沿いから少し入った低地からベサン峠（標高約1,500メートル）手前の境界までの高地に位置することから、低地においては年中温暖な気候で、高地においてはバギオのような冷涼な気候である。従って、バギオに似た気候・地形から「リトル・バギオ」とも呼ばれている。高地では一年を通して平均最高気温が26℃を超えることはなく絶好の避暑地となっており、近年では冷涼な気候を利用してイチゴ・日本米等を育成する農業試験場が作られ、観光客も増加している。町の大部分が山岳地帯にあるため雨季の雨量は多く、7月から9月はほぼ毎日雨が降る。乾季が11月から4月、雨季が5月から10月までであるが、年によって前後することもある。

## 歴史
フィリピンにおけるスペイン統治時代の後期、マウンテンプロビンス州のグループが現在のスーヨの場所に定住し始めた。1872年において、スペイン人は原住民の村を組織した。その後、1922年にアメリカ人が町創りを果たし、後には共和国法律第1515号によって市町村区分にかわり、更に1963年には大統領令第61号によりスーヨは正式な町となった。現在では第４区分（収入区分）の町として、8つのバランガイ（フィリピンにおける最小行政区分）と45のシティオ（拠点）で構成されている。
スーヨという名前は、最初の町組織の長をつとめたワレット・インフィエル（Wayet Infiel）の下で行政が始められた場所にあるバランガイの名前の一つであるスーヨ・プロパー（Suyo Proper）から名付けられたものである。スーヨは（現地語の）イロカノ語で、バランガイは川が溢れた時河川敷にたまった土で構成されたという長老たちの言葉「Naisuyo」、つまり「投じた」という意味からきた言葉である。

## スーヨと日本人
スーヨ町は歴史的にみても日本と関わり合いが深く、第二次世界大戦中、当時フィリピンが日本の占領下であった約4年間（1941年から1945年）は1万人を越える日本人が居住しており、現地日系企業の旧三井鉱山によって銅の採掘が行われていた。現在でも当時の面影を残す要塞の跡が幾つか残存している。特に、隣町のセルバンテス町との境界付近から頂上までのベサン峠は、山下奉文（ともゆき）将軍がイフガオ州キヤガン郡で事実上降伏する手前の最終防衛地点であり、日本軍、フィリピン軍、アメリカ軍共に多くの犠牲者を払った。今でも多くの遺骨が峠の山々に残っているといわれている。また、戦時中タパオ高原にあった日本軍の見張り台は、リンガエン湾の海岸線が一望できることから、海側から攻撃するアメリカ軍の見張りに大きな役目を果たした。現在では観光地になっており、日本軍戦没者慰霊碑と日本庭園建設の予定地となっている。近年では高地で農業試験場が作られ、日本の農作物、特に珍しい作物の育苗試験が行われており、新たな特産物として注目を集めている。

## 教育
スーヨには学校が21校あり、そのうちパブリックスクールが11校、プライマリースクールが9校、そしてハイスクールが2校（同校棟1校を含む）ある。

## 観光
近年、観光・農業・企業誘致にも力を入れ、多くの外国人も訪れている。毎年12月にはナムガナヤンフェスティバルと呼ばれる収穫祭が行われ、多くの観光客が訪れる。マニラから長距離バスにて隣町タグディンまで4-6時間、そこからトライシクル（乗り合いバイク）でスーヨ町の入口（隣町との境）まで約2分、町の中心に位置するスーヨ町役場まで約20分である。現在のところ、ジープニー（ジープ型の乗り合いバス）は運行されていない。

## 姉妹都市
- バギオ市（フィリピン）